# 亚历山大·斯皮里多诺夫
亚历山大·尤里耶维奇·斯皮里多诺夫（羅馬化：Aleksandr Yur'yevich Spiridonov；1989年1月3日—）是俄罗斯政治人物，第八届国家杜马代表。
在圣彼得堡国立海洋技术大学学习期间，斯皮里多诺夫开始在北德文斯克造船厂工作。2010年，他被评为企业最佳青年工人。2019年，斯皮里多诺夫在俄罗斯领导人大赛中获胜。他参与了当地的各种社会活动。2021年9月起，他担任第八届国家杜马代表。

## 制裁
伊利佳科夫于2022年因俄乌战争而受到英国政府制裁。